# Dante Lodrini
Dante Lodrini (Milano, 19 aprile 1947) è un allenatore di calcio ed ex calciatore italiano, di ruolo difensore.

## Carriera
Cresciuto nell'Inter, in seguito calca i campi della Serie C per diversi anni con le maglie di Rapallo ed Avellino.
Nella stagione 1971-1972 debutta in Serie B disputando 36 gare con il Sorrento, con cui gioca anche il successivo campionato di Serie C. In seguito disputa altre 18 partite tra i cadetti con il Catania.
Poi gioca nel Messina dove totalizza 29 presenze in Serie C nel Latina in Serie D e chiude la carriera nella Pro Sesto dove inizierà la carriera di allenatore.

## Palmarès

### Giocatore

#### Competizioni nazionali
- Campionato italiano: 1

Inter: 1965-1966

#### Competizioni internazionali
- Coppa Intercontinentale: 1

Inter: 1965

### Allenatore

#### Competizioni regionali
- Promozione: 1

Pro Sesto: 1981-1982